# Daniel Bravo (musicien)
 (novembre 2017).
Si vous disposez d'ouvrages ou d'articles de référence ou si vous connaissez des sites web de qualité traitant du thème abordé ici, merci de compléter l'article en donnant les références utiles à sa vérifiabilité et en les liant à la section « Notes et références ».
Cet article concerne le percussionniste du groupe Tryo. Pour le footballeur, voir Daniel Bravo.
Pour les articles homonymes, voir Bravo.
Daniel Bravo, également dit Danielito ou Ito, est un musicien franco-chilien, né le 19 août 1973 à Santiago (Chili). Percussionniste  du groupe Tryo, il participe également au groupe Pause sur leur album ou lors de quelques concerts.
Originaire du Chili, il vient d'une famille d'artistes : père cinéaste, frères musicien, photographe, compositeur et chef d'orchestre. Son premier instrument était le violon. Il a étudié les percussions au conservatoire de Bobigny avec Gérard Sraïki pendant huit ans, et jouait avec une dizaine de groupes avant de rejoindre définitivement Tryo.
Les percussions qu'il maîtrise sont, entre autres : batterie, djembé, bongos, darbouka, congas, güiro, cajón, Bombo, bendir, tamborim, sagattes, batajon, karkabas, timbao, udu, etc.